# Magnesia Litera 2016
Magnesia Litera 2016 je 15. ročník cen Magnesia Litera. Vyhlášení vítězů proběhlo 5. dubna 2016. Přihlášek bylo 347.

## Ceny a nominace

### Kniha roku
- Daniela Hodrová: Točité věty

### Litera za prózu
- Anna Bolavá – Do tmy
- Pavel Bušta – Sigmundovy můry
- Daniela Hodrová – Točité věty
- Iva Pekárková – Pečená zebra
- Daniel Petr – Straka na šibenici
- David Zábranský – Martin Juhás čili Československo

### Litera za poezii
- Ladislav Zedník – Město jeden kámen
- Jiří Dynka – Kavárny
- Irena Šťastná – Žvýkání jader

### Litera za knihu pro děti a mládež
- Robin Král – Vynálezárium
- Olga Černá – Klárka a 11 babiček
- Renáta Fučíková – Praha v srdci

### Litera za literaturu faktu
- Milena Lenderová, Martina Halířová, Tomáš Jiránek – Vše pro dítě! Válečné dětství 1914-1918
- Martin Kuna a kol. – Archeologický atlas Čech
- Martin Nodl – Středověk v nás

### Litera za nakladatelský čin
- Barbora Baronová, Dita Pepe – Intimita
- Barbora Toman Tylová – Jde o to, aby něco šlo. Typograf Oldřich Hlavsa
- Jindřich Vybíral – Leopold Bauer. Heretik moderní architektury

### Litera za překladovou knihu
- Joanna Batorová – Pískový vrch (z polštiny přeložila Iveta Mikešová)
- Světlana Alexijevičová – Doba z druhé ruky. Konec rudého člověka (z ruštiny přeložila Pavla Bošková)
- Jesús Carrasco – Na útěku (ze španělštiny přeložil Štěpán Zajac)

### DILIA Litera pro objev roku
- Blanka Jedličková – Ženy na rozcestí
- Marie Iljašenko – Osip míří na jih
- Lucie Raškovová – Samota není zlej

### Blog roku
- Tomáš Princ: Humans of Prague

### Kosmas Cena čtenářů
- Aňa Geislerová: P. S.